# ملصق إضافي

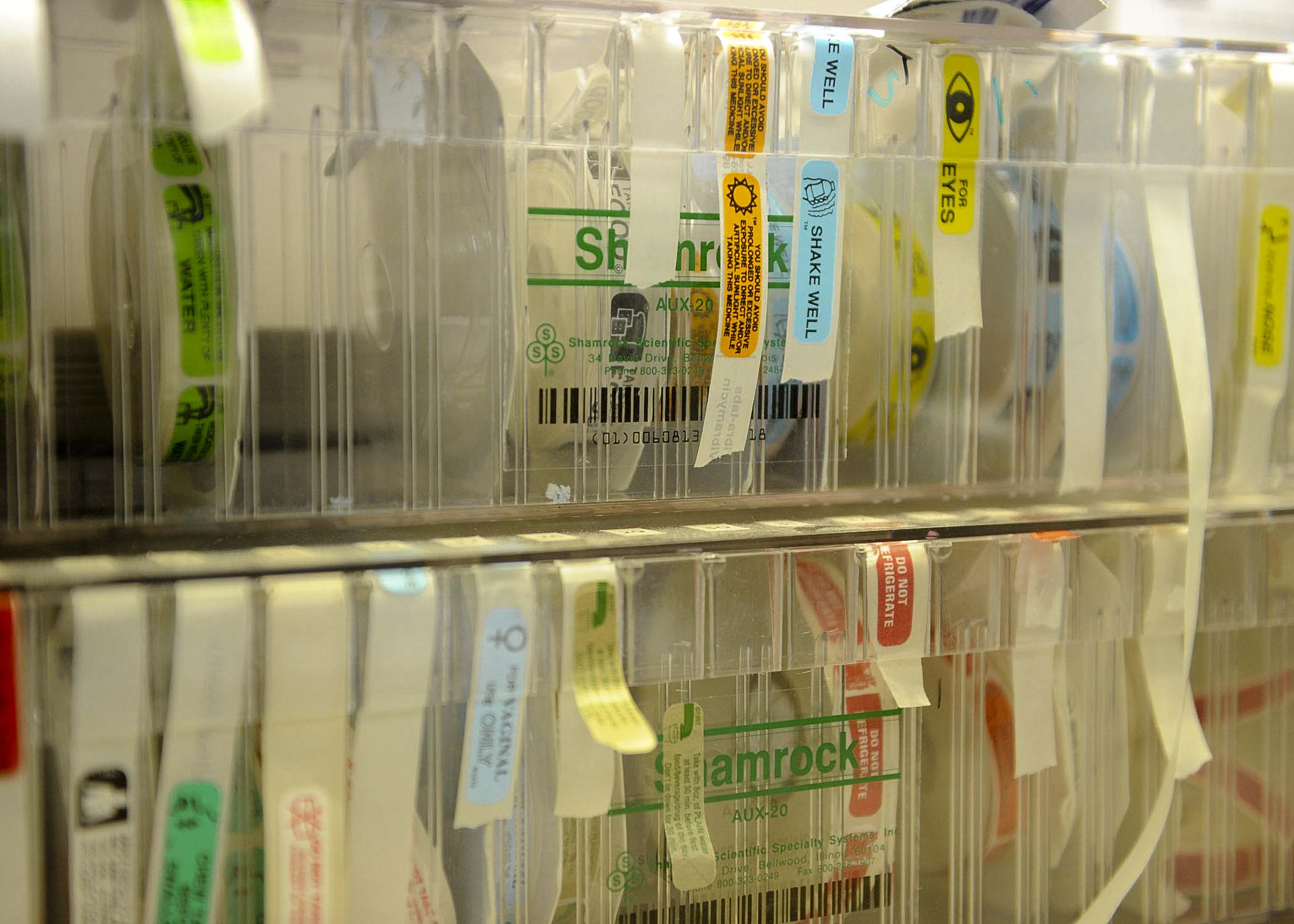

إن الملصق الإضافي أو الملصق التحذيري والاستشاري (CAL) هو عبارة عن ملصق مضاف إلى عبوة الدواء المختصرة من قبل صيدلي بالإضافة إلى ملصق الوصفة المعتاد. تهدف هذه الملصقات إلى توفير معلومات تكميلية تتعلق بالإدارة الآمنة واستخدام وتخزين الدواء.
عادة ما تكون الملصقات المساعدة عبارة عن ملصقات صغيرة تتكون من رسم تخطيطي والكثير من الخطوط من النص المقصود لتعزيز معرفة المريض. تعتمد فعالية هذه الملصقات على عدد الملصقات، وتصميم الملصق، ووضعها على العبوة الدوائية أو القارورة. يمكن أن يؤدي تبسيط التسميات المساعدة إلى تحسين فهم المريض. يمكن أن تساعد المعلومات اللاصقة الإضافية على أن تحل محل الاستشارة اللفظية للمريض من قبل الصيدلي. أصبحت العلامات المساعدة شائعة خلال النصف الثاني من القرن التاسع عشر. يتطلب تحديد الملصقات المساعدة المناسبة لوصفة معينة معرفة تصنيف الدواء وتفاعلاته وآثاره الجانبية.

## الاستخدام
إن تحديد نوع الملصقات الإضافية المناسبة لأدوية معينة يتطلب الإلمام بتصنيف الدواء وتفاعلاته وتأثيراته الجانبية. وجدت إحدى الدراسات حول استخدام هذه الملصقات أن 80% من الأدوية الموصوفة تحتاج إلى ملصق تحذيري واحد على الأقل لإيصال معلومات ضرورية تُضاف إلى تعليمات الاستخدام. تشمل أشيع الملصقات الإضافية على الأدوية الموصوفة: «قد تسبب النعاس» و«قد يزيد الكحول من تأثير الدواء».
قد توضع هذه الملصقات على قوارير الأدوية (الفيالات) عموديًا أو أفقيًا أو على غطائها («موضعة تفاعلية»). إن وضع الملصق بأسلوب تفاعلي يُجبر المريض على التفاعل معه عند فتح القارورة، وهذا يزيد نسبة ملاحظته واستيعاب مضمونه. يُفضل وضع الملصق أفقيًا أو بطريقة تفاعلية بدلًا من الوضع العمودي كيلا يحتاج المريض لإدارة القارورة لقراءة المعلومات على الملصق. وجدت إحدى الدراسات عام 2007 أن 82% من الأدوية الموصوفة تحمل ملصقات عموديةً، وتتطلب من المريض إمالة القارورة لقراءة النص. وجدت ذات الدراسة تنوعًا كبيرًا في الألوان المستخدمة في الملصقات الإضافية من صيدليات مختلفة. لا تحوي 8-25% من الأدوية الموصوفة ملصقات تحذير عليها.
إن استخدام الملصقات الإضافية لا يغني عن استشارة الصيدلاني أو قراءة الإرشادات والنشرات المتممة الموصى بتوزيعها مع عبوات الأدوية. يجب أن يقتصر استخدام الملصقات الإضافية على التنبيه إلى إرشادات وتحذيرات الاستخدام التي ألقاها الطبيب على مسامع المريض شفهيًا أو تعزيزها.

## الفعالية
يمكن إساءة تفسير الملصقات الإضافية بسهولة، خاصةً عندما تكون التعليمات متعددة الخطوات أو الأجزاء. قد يحدث هذا عندما يعجز المريض عن استيعاب الكلمات على الملصق، وبالتالي يفترض أنها تعتمد على رسم صوري أو لون محدد، وبالإضافة إلى إساءة التفسير، وجدت بعض الدراسات أن أغلب المرضى يتجاهلون الملصقات الإضافية على الوصفات كليًا، خاصةً ذوي المستوى المنخفض من التنور الصحي. قد يعود ذلك إلى جزئيًا إلى الاعتقاد بأن المعلومات المعروضة على الزجاجة عديمة الأهمية أو نتيجة الأسلوب الذي وضعت فيه الملصقات على قارورة الدواء.
قد يفشل العلاج أو تظهر آثار جانبية نتيجة عدم قدرة المرضى في فهم التعليمات المعروضة على الملصقات الإضافية واتباعها. تتنوع فعالية الملصقات الإضافية كثيرًا باختلاف تنسيقاتها والنص المعروض عليها. وجد استطلاع عام 2006 أن أحد الملصقات المعقدة متعددة الخطوات شائعة الانتشار («لا تتناول منتجات لبنية أو مضادات حموضة أو مستحضرات الحديد خلال ساعة من تناول الدواء») لم تُفسر بشكل صحيح سوى 7.6% من المرات. تعتمد الفعالية الكلية للملصقات الإضافية على عدد الملصقات المرفقة وتصميمها وموقعها على العبوة أو القارورة. إن تبسيط المحتوى وتقليل عدد الملصقات الإضافية يحسن من استيعابها. تعتمد العديد من الملصقات في الولايات المتحدة اللغة الإنجليزية فقط، ما يصعب فهمها في المناطق الحاوية على عدد كبير من غير الناطقين بالإنجليزية. تُعرض نحو ثلث الملصقات الإضافية في الولايات المتحدة بلغات مغايرة للإنجليزية.
تشمل العناصر التي قد تزيد من فعالية الملصقات وجود تعليمات وحيدة الخطى واعتماد خط سهل القراءة (مثل استخدام درجة منخفضة من مقياس ليكسيل للقراءة) واستخدام رموز واضحة وبسيطة (عند وجودها)، واعتماد ألوان تبرز أهمية التعليمات المعروضة وتوضحها. قد يؤثر حجم الخط ونمطه على فعالية هذه الملصقات، بما في ذلك إبراز الكلمات أو تكبير الأحرف. تزداد فعالية الملصقات عندما يصرح الصيادلة للمرضى بوجود الملصقات على العبوة، ويشرحون أهمية جميع التحذيرات المعروضة عليها. يوصى أيضًا باستشارة الناس ضعيفي التنور الصحي والتنور العام خلال عملية تصميم الملصقات الإضافية لتعزيز فرصة فهمها ورفع مستوى فعاليتها.

## التاريخ
شاع انتشار الملصقات الإضافية خلال النصف الثاني من القرن التاسع عشر. في عام 2013، نُشرت التوصيات الأولى لاستخدام الملصقات الإضافية في الولايات المتحدة في الفصل 17 من دستور الأدوية الأمريكي. شمل هذا الفصل توصيات لاقتصار استخدام الملصقات الإضافية على الملصقات المستندة إلى الأدلة الحاملة لمعلومات مهمة، ودون صور عدا التي أثبتت الأدلة أنها تزيد الفعالية عند استخدامها. يوصى أيضًا بوضع الملصقات بأسلوب واضح للمريض دون أن يحتاج إلى تدوير العلبة أو قلبها.

## الروابط الخارجية
- Examples of Auxiliary Labels
- Commonly Used Auxiliary Labels